# Naqshbandiyya

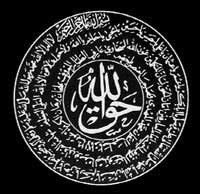
De 11 leringen van de Naqshbandi-orde

De Naqshbandi-orde (Arabisch: نقشبندية, Naqshbandiyya, Turks: Nakşibendi) is een van de bekendste tariqa's. De soefiorde komt voort uit de Khwajagan-orde (de Leraren) van onder andere Ahmed Yasawi en Abdul Khaliq Gajadwani, en is vernoemd naar Baha al-Din Naqshband. De Naqshbandi-orde heeft veel invloeden uit de Yasawiyya-orde. Historici zijn het erover eens dat de soefiorde een voornamelijk Chorasaanse of centraal-aziatische postuur had.

## Leer
De Naqshbandi-orde kent 11 belangrijkste leringen, waarvan de eerste 8 zijn opgesteld door Abdul Khaliq Gajadwani en de laatste drie door Baha al-Din Naqshband.
- Bewustzijn tijdens het ademhalen (Perzisch: هوش در دم, Housh dar dam): Gekoppeld aan herinneren en oefenen om naar waakzaam te zijn voor subtiele waarnemingen
- Blik op de treden (Perzisch: نظر بر قدم, Nazar bar qadam): Zelfbewustzijn. Bewustzijn van acties, waakzaamheid van alles wat men doet.
- Reizen in eigen land (Perzisch: سفر در وطن, Safar dar watan): Verkenning van de eigen geest. De waakzaamheid verbonden met de eigen transformatie.
- Eenzaamheid in de menigte (Perzisch: خلوت در انجمن, Khalwat dar anjuman): Het vermogen om het eigen bewustzijn uit een gezelschap te verwijderen, maar ook om het opnieuw terug te brengen.
- Herinneren (Perzisch: یاد کرد, Yād-kard): Het constante herhalen van de dhikr zowel mondeling als mentaal.
- Beheersing (Perzisch: بازگشت, Bāz-gasht): Herhaling van de Kalimat aṭ-Ṭayyibah (woord van puurheid) "La-ilaha il-allah muhammadur rasul-allah" in het hart.
- Waakzaamheid (Perzisch: نگاه داشت, Negāh-dāsht): Gewetensvol zijn over het afdwalen van de gedachten tijdens het herhalen van de Kalimat aṭ-Ṭayyibah.
- Opmerking (Perzisch: ياد داشت, Yād-dāsht): Bewust worden van het in zekere zin aanwezig zijn van de Absolute waarheid (God).
- Tijdelijke pauze (Perzisch: وقوف زمانی, Wuquf-i zamāni): Bijhouden hoe tijd besteedt. Als de tijd terecht wordt besteed, wordt God bedankt en als de tijd verkeerd wordt besteed, wordt om vergeving gevraagd.
- Numeriek pauze (Perzisch: وقوف عددی, Wuquf-i adadi): Bijhouden of de dhikr in oneven keren is herhaald.
- Pauze van het hart (Perzisch: وقوف قلبی, Wuquf-i qalbi): Visualisatie van het hart; het vormen van een identificatie van het individu met de ultieme.

## Keten van inwijdingen
De meesters van Naqshbandi-orde worden door hun volgelingen aangeduid als sjeik of khwaja. De sjeik wordt gezien als de hoeder van de ingewijde kennis die door een specifieke keten van inwijdingen (silsila) langs belangrijke heiligen (awliya) teruggevoerd wordt op de profeet Mohammed. In tegenstelling tot de andere soefi-orden gaat de keten van de Naqshbandi-orde niet via Ali ibn Aboe Talib maar via Aboe Bakr, dit wordt ook wel de "gouden keten" genoemd. De Naqshbandi-orde is geen monolithische groepering waar slechts één sjeik de leiding heeft, dit kan worden afgeleid aan de verschillende ketenen van inwijding.

### Khalidiyya keten

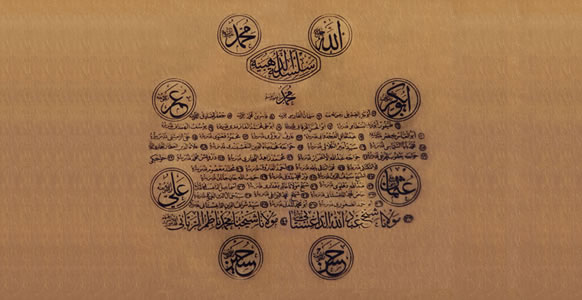
Gouden keten van de Naqshbandi-orde

In Nederland, Duitsland, de rest van West-Europa, Turkije en Noord-Amerika is de "Khalidiyya" tak de meest populaire waaronder verschillende sub-takken actief zijn. 
1. Mohammed
2. Aboe Bakr ibn Aboe Qoehafa
3. Salman al-Farsi
4. Qasim ibn Mohammed ibn Aboe Bakr
5. Ja'far ibn Mohammed as-Sadiq
6. Aboe Yazid bin Isa (Bayezid) al-Bistami
7. Aboe Hassan al-Kharaqani
8. Aboe Ali al-Farmadi
9. Yusuf al-Hamadani
10. Abdul Khaliq Gajadwani
11. Arif Riwgari
12. Mahmood Anjir-Faghnawi
13. Ali Ramitani
14. Mohammad Baba as-Samasi
15. Shams ud-Din Kulal
16. Baha'uddin an-Naqshband al-Bukhari
17. Ala'uddin Attar al-Bukhari
18. Yaqub Charkhi
19. Ubaidullah Ahrar
20. Muhammad Zahid Wakhshi
21. Durwesh Muhammad
22. Muhammad Amkanaki
23. Muhammad Baqi Billah Berang
24. Ahmad al-Faruqī as-Sirhindi
25. Muhammad al-Masum
26. Muhammad Saifuddin
27. Nur Muhammad Badayuni
28. Mazhar Jan-e-Janaan
29. Shah Ghulam Ali Dehlavi
30. Khalid Sharazuri al-Bagdhadi

### Criteria
De volgende criteria zijn altijd van toepassing op authentiek Naqshbandiyya sjeiks:
- Ze onderwerpen zich aan de Sjaria
- Ze houden zich aan de Soenna van Mohammed
- Ze zijn Islamitische geleerden
- Ze houden zich niet bezig met religieuze innovatie
- Ze accepteren contact met de discipelen van de Naqshbandiyya-orde
- Ze accepteren alleen een Ijazah (persoonlijke certificering om kennis door te geven) van levenden. De uitzondering op deze regel volgens het Oewaisi-concept van overdracht, waarbij iemand die eerder heeft geleefd, kennis kan doorgeven aan iemand die later is gekomen.